# 1932 en football
Cet article présente les faits marquants de l'année 1932 en football.

## Janvier
- 2 janvier : Boca Juniors est le premier champion professionnel d'Argentine.
- 10 janvier : São Paulo FC est champion de l'État de São Paulo.

## Mars
- 20 mars : à Berne, l'équipe de Suisse et l'équipe de France font match nul 3-3.

## Avril
- Motherwell FC est champion d’Écosse.
- Everton FC est champion d’Angleterre.
- 10 avril : au Stade olympique Yves-du-Manoir de Colombes, l'équipe d'Italie s'impose 2-1 sur l'équipe de France.
- 16 avril : Rangers FC et Kilmarnock FC font match nul 1-1 en finale de la Coupe d'Écosse. Match à rejouer.
- 20 avril : Rangers FC remporte la Coupe d'Écosse face à Kilmarnock FC, 3-0.
- 23 avril : Newcastle United FC remporte la Coupe d’Angleterre en s'imposant en finale face à Arsenal, 2-1.
- 24 avril : l'AS Cannes remporte la Coupe de France face au Racing Club de Roubaix, 1-0.

## Mai
- Le Real Madrid est champion d'Espagne.
- Lierse SK est champion de Belgique.
- 1er mai : au Stade du Heysel de Bruxelles, l'équipe de Belgique s'impose 5-2 sur l'équipe de France.
- 8 mai : au Stade olympique Yves-du-Manoir de Colombes, l'équipe d'Écosse s'impose 3-1 sur l'équipe de France.
- 29 mai : Juventus champion d'Italie.

## Juin
- 5 juin : à Belgrade, l'équipe de Yougoslavie s'impose 2-1 sur l'équipe de France.
- 9 juin : à Sofia, l'équipe de France s'impose 5-3 sur l'équipe de Bulgarie.
- 12 juin :
  - l'Admira Vienne est champion d'Autriche ;
  - le Bayern de Munich est champion d’Allemagne ;
  - à Bucarest, l'équipe de Roumanie s'impose 6-3 sur l'équipe de France.
- 16 juin : création du club algérien Union sportive musulmane Blidéenne.
- 19 juin : l'Athletic Bilbao remporte la Coupe d'Espagne en s'imposant 2-0 en finale face au FC Barcelone.

## Juillet
- Stanley Matthews signe son premier contrat professionnel à Stoke City FC.
- 3 juillet : Lausanne Sports est champion de Suisse.

## Septembre
- 11 septembre : première journée du premier championnat de France professionnel. L'Antibois Klima marque le tout premier but.
  - Article détaillé : Championnat de France de football D1 1932-33.

## Octobre
- 2 octobre : Botafogo FR est champion de l'État de Rio de Janeiro.
- 23 octobre : création de la Ligue de Football Professionnel (LFP).

## Novembre
- 20 novembre :
  - Palestra Italia est champion de l'État de São Paulo.
  - Club Atlético River Plate est champion d'Argentine.

## Naissances
Plus d'informations : Liste d'acteurs du football nés en 1932.
- 27 janvier : Pierre Bernard, footballeur français.
- 29 janvier : Tommy Taylor, footballeur anglais.
- 5 février : Cesare Maldini, entraîneur italien († 2 avril 2016).
- 28 février : Noel Cantwell, footballeur irlandais.
- 8 avril : Francis Borelli, dirigeant français.
- 19 juin : Zózimo, footballeur brésilien.
- 8 août : Zito, footballeur brésilien.
- 18 octobre : René Bliard, footballeur français.
- 27 octobre : Harry Gregg, footballeur nord-irlandais.

## Décès
Plus d'informations : Liste d'acteurs du football décédés en 1932.